# كلية طب الأسنان (جامعة القصيم)
كلية طب الأسنان في جامعة القصيم، صدر أمر إنشائها في 18 محرم 1426 هـ وبدأت الدراسة بها منذ العام الدراسي 1427 - 1428 هـ وتم تخريج أول دفعة من طلاب الكلية مع نهاية العام الدراسي 1432 – 1433 هـ.

## أهداف الكلية
تسعى الكلية من خلال التزامها بالتميز التعليمي والبحثي معتبرة الطالب هو محور العملية التعليمية إلى تخريج ممارسي طب أسنان ذوي كفاءة مهنية وعلمية وأصحاب مسؤولية تجاه المجتمع وملتزمين بالتعلم والتطوير المستمر للمهنة، كما تتعهد الكلية بإنجاز مسؤلياتها بتقديم الرعاية الصحية المتوافقة مع معايير الجودة العالمية في مجال طب الأسنان وتعزيز صحة الفم داخل المجتمع.

## الخطة الدراسية
تتبع الخطة النظام السنوي حيث تعتمد الكلية نظام التعليم المبني على حل المعضلات. ولغة التدريس هي الإنجليزية. مدة الدراسة خمس سنوات بعد السنة التحضيرية ثم يتبعهم سنة تدريبية وهي سنة الامتياز. هذا وتقسم الدراسة إلي ثلاثة مراحل كما يلي:
- مرحلة العلوم الأساسية: وتشمل السنة الأولى والثانية.
- المرحلة السريرية : وتشمل السنوات الثالثة والرابعة والخامسة.
- مرحلة الامتياز: وتشمل السنة السادسة السريرية التدريبية بعد التخرج.

## العملية التعليمية
في إطار مواكبة آخر المستجدات العالمية في مجال تعليم طب الأسنان فإن العملية التعليمية بكلية طب الأسنان جامعة القصيم تتميز بعدد من الخصائص التي تتفرد بها مستوى المملكة وتشمل تلك الخصائص:
- 1.التعليم النشط (Active Learning).
- 2.التعليم القائم على حل المشكلات (Problem-based learning).
- 3.التعليم القائم على المجتمع (Community Based Learning).
- 4.نظام الدراسة متمركز حول الطالب (Student Centered Learning).
- 5.التدريب الإكلينيكي المتمركز حول المريض (Patient Centered Learning).

### التعليم النشط
التعليم النشيط أو التعليم الفعال هو من الطرق التعليمية التي تتجه إليها السياسات التعليمية العالمية في العقدين الأخيرين ليكون بديلا عن التعليم التقليدي وله عدة تعريفات منها : أنه الطريقة التي تعتمد علي إيجابية المتعلم في الموقف التعليمي، وتشمل جميع الممارسات التربوية والإجراءات التدريسية التي تهدف إلي تفعيل دور المتعلم وتعظيمه، حيث يتم التعلم من خلال العمل والبحث والتجريب، واعتماد المتعلم علي ذاته في الحصول علي المعلومات واكتساب المهارات
تجربة الكلية في تطبيق التعليم النشط:
حرصا من إدارة الكلية على تطبيق أحدث الطرق المستخدمة عالميا في مجال التعليم الجامعي فقد اتجهت إلى تفعيل التعليم النشط بالكلية وتهيئة المناخ الأمثل له ويتضح ذلك في الأمثلة التالية :
1. -تطبيق نظام التعليم المبني على حل المعضلات.
2. -إثراء المهارات التقديمية لدى الطلاب من خلال تدريب الطلاب على :

- - العروض التقديمية (Seminars).
- - عمل الملصقات العلمية (Scientific Poster Sessions).
- - كتابة المقالات العلمية (Article Writing and Publication).

1. -التعليم الذاتي الموجه (Self Directed Learning).
2. -المناظرات العلمية (Debate Sessions).
3. -التعليم الإلكتروني (e- Learning).
4. -التقييم الذاتي (Self assessment).

### التعليم القائم على حل المشكلات
و هو عبارة عن إستراتيجية تدريس تعتمد على مواجهة الطلاب بمشكلات في أطر معينة ثم يطلب منهم إيجاد حلول مناسبة لها من خلال توفير بيئة تعليمية تكون المشكلة فيها المّوجه الأساس للعملية التعليمية، حيث تطرح المشكلة أمام الطلاب قبل عملية اكتسابهم المعلومات اللازمة لحل تلك المشكلة.  وهو من الطرق التعليمية التي تنتهجها الكثير من الكليات العالمية بل وبدأت أيضا بعض الكليات التي تنتهج النظام التقليدي إلى التحول لهذا النظام مثل كلية الطب جامعة ستاندفورد، وتنتهج الكلية في تطبيقها لنظام التعليم المبني على حل المعضلات وعند صياغتها لخطتها الدراسية إلى جعلها معتمدة على التكامل بين المواد (Integrated System) كما عمدت إلى أن يكون تطبيق الخطة معتمد على تدعيم النظام ببعض المحاضرات التقليدية(Hybrid System) وذلك لتلافي بعض العيوب في نظام التعليم المبني على حل المعضلات ولضمان النجاح الكامل للمنظومة التعليمية ككل.

### التعليم القائم على المجتمع
يهتم البرنامج التعليمي بالكلية بالتواصل مع المجتمع والتركيز على تخريج طبيب أسنان قادر على خدمة المجتمع بصورة كبيرة وذلك تمشيا مع توجهات وزارة التعليم العالي بصفة عامة وجامعة القصيم بصفة خاصة والتي من أحد أهم أولوياتها خدمة المجتمع ويتضح ذلك من خلال :
1-مقررات طب المجتمع والتي يبلغ عددها خمسة مقررات بإجمالي 5 ساعات معتمدة.
2-إشراك الطلاب في العديد من المحافل الهادفة لخدمة المجتمع والتي تنظمها الكلية مثل أيام صحة الفم.
3-إشراك الطلاب في أبحاث المسح الميداني التي تجريها الكلية بهدف الوقوف على المشكلات الصحية الفموية المنتشرة بالمنطقة.

### نظام الدراسة متمركز حول الطالب
ويمكن تعريف استراتيجيات التعلم المتمركزة حول الطالب بانها تلك الاستراتيجيات التدريسية التي تركز بشكل كبير وواضح على احتياجات الطلبة واهتماماتهم ويتم التخطيط لها بناء على ذلك وفيها يقوم المعلم بدور المرشد والميسر والمسهل لعملية التعلم حيث يقوم المعلم بتقديم لتوجيهات والإرشادات والتغذية الراجعة للطلبة المتعلمين بدلا عن التلقين والبث المعتادين عليه أما أنشطة التعلم المتضمنة لهذه الاستراتيجيات فهي تركز بدورها على تمكين الطالب من بناء معان جديدة من تلك المعرفة التي تم اكتسابها ويمنح المتعلمون فرصا متعددة لممارسة مثل هذه الأنشطة في بيئة مصممة لذلك.

### نظام التدريب الإكلينيكي المتمركز حول المريض
استخدمت الكلية هذا الأسلوب وذلك لضمان تلقي المريض للخدمة العلاجية الأمثل ولترسيخ روح التعاون بين الطلاب وضمان الاستفادة القصوى حيث للكلية تجربتها الفريدة في إطار تدريب الطلاب بالعيادات.

## الأقسام الأكاديمية
1. قسم العلوم الأساسية الفموية والطبية
2. قسم علوم الاستعاضة السنية
3. قسم جراحة الوجه والفكين وعلوم التشخيص
4. قسم علاج اللثة وطب الفم
5. قسم علوم طب الأسنان التحفظية
6. قسم طب المجتمع لصحة الفم وعلم الأوبئة
7. قسم التقويم وطب أسنان الأطفال

## وحدات الكلية
- وحدة تعليم طب الأسنان (Dental Education Unit)

تتركز مهام هذه الوحدة على تطوير النظام التعليمي من خلال وضع خطط وبرامج لتحسين الأداء التعليمي وكذلك القيام بمهام خاصة لاثراء نظام التعليم المبنى على المعضلات وطرق التقييم الخاصة به ومن جهة أخرى التواصل مع الجامعات العالمية في إطار تطوير العملية التعليمية بالكلية وكذلك تدريب أعضاء هيئة التدريس الجدد على الطرق التعليمية المتبعة بالكلية.
- وحدة المعلوماتية السنية (Dental Informatics Unit)

المنوط بها تطوير العملية التعليمية من خلال استخدام تطبيقات الحاسب الإلى والتقنيات المعلوماتية والمالتي ميديا وتطبيق برامج التعليم عن بعد. وكذلك المساهمة في اثراء البحث العلمي من خلال برامج الدراسات الاحصائية وادخال البيانات وعمل الأبحاث في مجال المعلوماتية السنية ومن جهة أخرى المشاركة في رفع جودة وتحسين أداء العيادات التعليمية من خلال الاشراف على الهيكل المعلوماتى لمركز طب الأسنان التعليمى
- وحدة التطوير الاكاديمى (Staff Development Unit) :

تنصب مهمة هذه الوحدة على تطوير وتحديث المهارات التعليمية والعلمية لأعضاء هيئة التدريس لمواكبة اخر المستجدات الأكاديمية العالمية من خلال عمل العديد من الدورات التدريبية وورش العمل وأيضا انماء التعاون بين الكلية وكليات الجامعة وكذلك مع مثيلاتها من الجامعات الأخرى
- وحدة مصادر التعليم (Learning Resources Unit):

هذه الوحدة متعددة المهام وأهمها تقديم الدعم للطلاب وأعضاء هيئة التدريس من خلال مدهم بالمصادر والوسائل التعليمية وتوفير معلومات كاملة عن المنشورات والدوريات والمراجع العلمية وأخر المستجدات في مجال التعليم عن بعد وكذلك منوط بها إعداد عدد من البرامج التي تسهم في رفع الكفاءة التعليمية.
- وحدة الإشراف على الموقع الإلكتروني وخدمات المستفيدين (Website and User Services Unit):

و هذه اللجنة مسؤولة عن الإشراف على موقع لكلية الإلكتروني وفتح حسابات للطلاب المستجدين وكذلك أعضاء هيئة التدريس الجدد على موقع التعليم الإلكتروني للكلية وكذلك فتح إيميلات رسمية لهم وإضافتهم على قوائم البريد الإلكتروني الخاصة بالكلية.
- وحدة الجودة والاعتماد الأكاديمي(Quality and Accreditation Unit)

و المنوط بها تعزيز الأداء الأكاديمي والإكلينيكي والإداري وكذلك تأكيد خدمة المجتمع عن طريق ترسيخ ثقافة الجودة في كلية طب الأسنان.
- مكتب العناية بالطلاب (Students' Care Office):

وهي عبارة عن حلقة الوصل بين الطلاب وكل من عمادة شئون الطلاب وعمادة القبول والتسجيل

## مركز عيادات طب الأسنان
بدا العمل في عيادات طب أسنان جامعة القصيم في العام الجامعي 1431 -1432 ويوجد بالعيادات مائة وعشرون وحدة أسنان تشتمل على أحدث التقنيات.
- يقوم طلبة الكلية بتقديم جميع خدمات طب الأسنان للمرضى تحت أشراف أعضاء هيئة التدريس.
- يوجد بالعيادات قسم أشعة على أحدث مستوى تقني.
- يتم تعقيم الأدوات المستخدمة في العيادات بوحدة التعقيم المجهزة بأحدث الأجهزة ذات التقنية العالية.
- كما يوجد معملان للمحاكاة السنية ومعمل للتركيبات للتدريب ماقبل الأكلينيكي للطلبة.
- كما يوجد معمل إنتاج لخدمة المرضى.
- تستوعب العيادات المؤتمرات العلمية المقامة بالكلية